# استاروبیکمتوو
استاروبیکمتوو (انگلیسی: Starobikmetovo) یک شهرک در شهرستان بورایفسکی باشقیرستان کشور روسیه است.